# Sextonfläckig sköldpiga
Sextonfläckig sköldpiga, Halyzia sedecimguttata är en skalbaggsart som först beskrevs av Carl von Linné 1758. Den ingår i släktet Halyzia och familjen nyckelpigor.

## Beskrivning
Täckvingarna är ljust gulbruna med 16 vita fläckar, av vilka fyra sitter i den främsta tvärraden. Även halsskölden är ljust gulbrun med fyra blekgula fläckar och en likaledes blekgul mittlinje. Sällsynt förekommer det individer med endast 12 till 14 vita fläckar på täckvingarna. Även halssköldens blekgula fläckar kan vara otydliga. Huvudet är blekgult med ljusorange antenner. Även benen är ljust orangefärgade. Kroppen är 5 till 7 mm lång.

## Utbredning
Den sextonfläckiga sköldpigan finns i större delen av Europa utom den sydöstra delen och Island samt vidare österut genom Vitryssland, Ukraina, Ryssland, Georgien, Turkiet, Armenien, Azerbajdzjan och Kazakstan till Mongoliet, norra Kina och Japan. I Sverige förekommer arten i hela landet, men främst i Götaland och Svealand. I Finland förekommer arten främst i de södra delarna av landet, med relativt få fynd norr om Mellersta Österbotten – Kajanaland.

## Ekologi
Habitatet utgörs av torra lövskogar, parker, skogsbryn, häckar och trädgårdar. Både larven och den fullbildade insekten lever främst på mjöldaggssvampar, i synnerhet Phyllactinia guttata och Podosphaera mors-uvae, men kan också ta bladlöss, även på barrträd.
Arten är aktiv från april till oktober/november. Den övervintrar i vissna löv eller i sprickor och andra håligheter på trädstammar.

## Bildgalleri

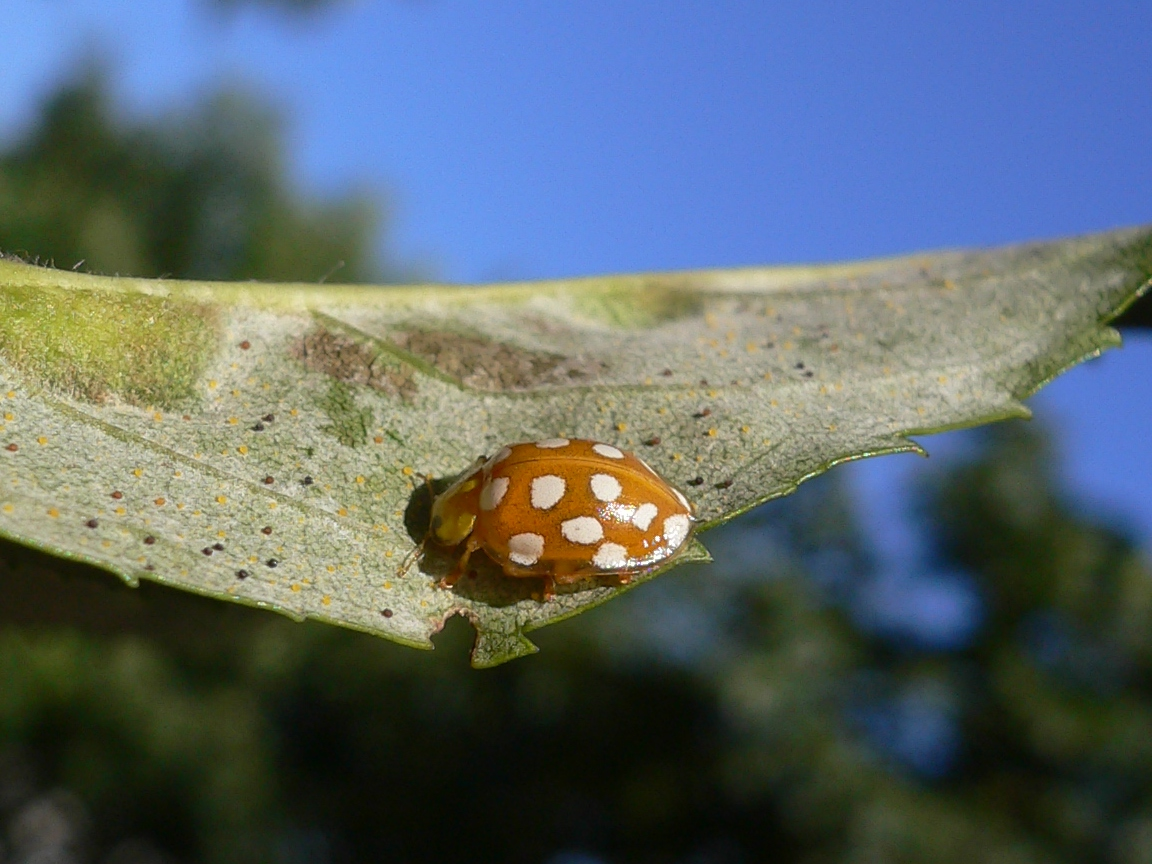
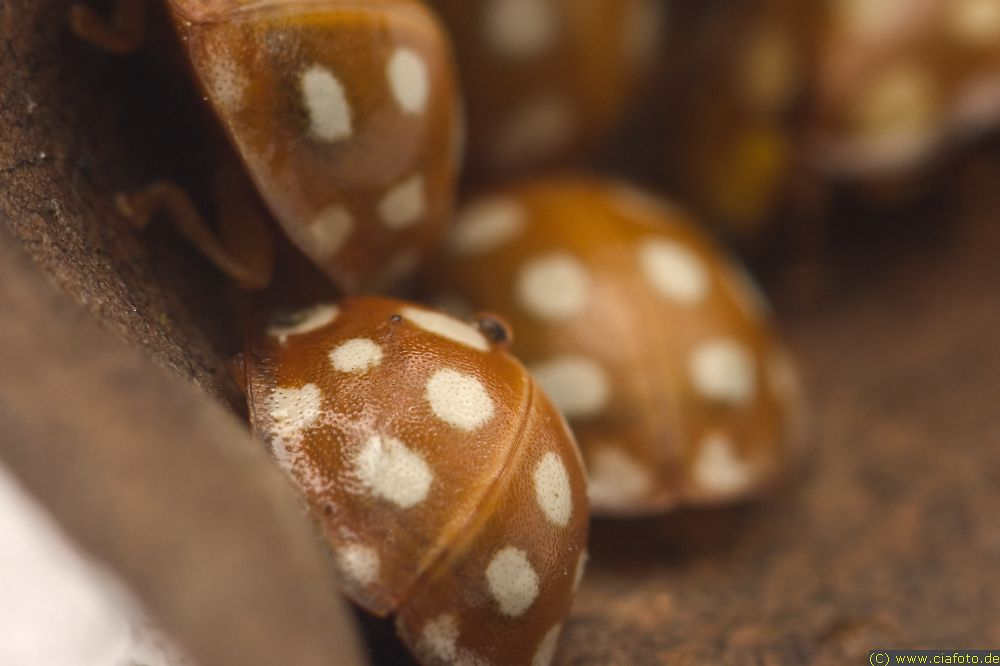
Övervintrande individer.
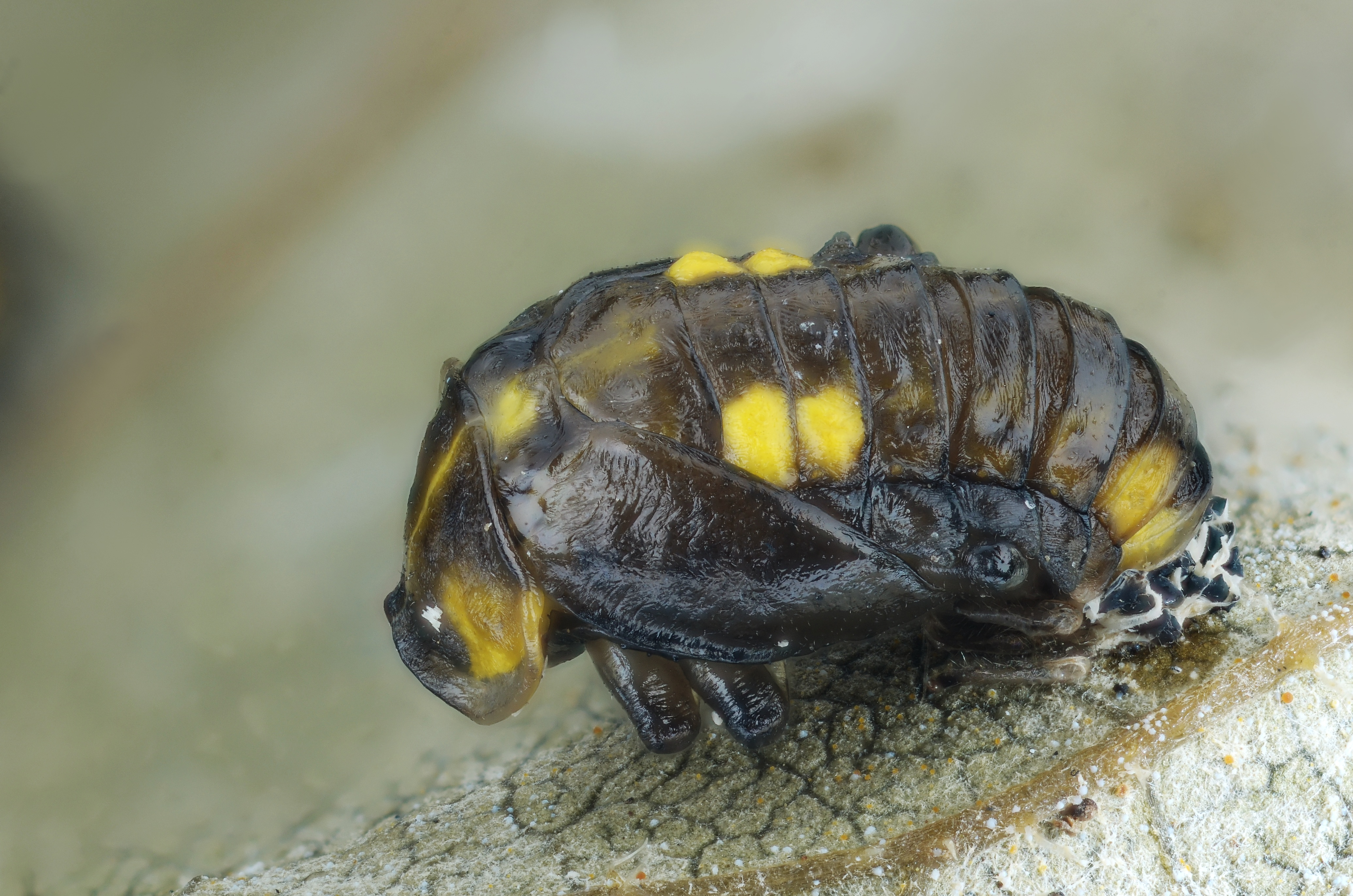
Sextonfläckig sköldpiga, puppa.
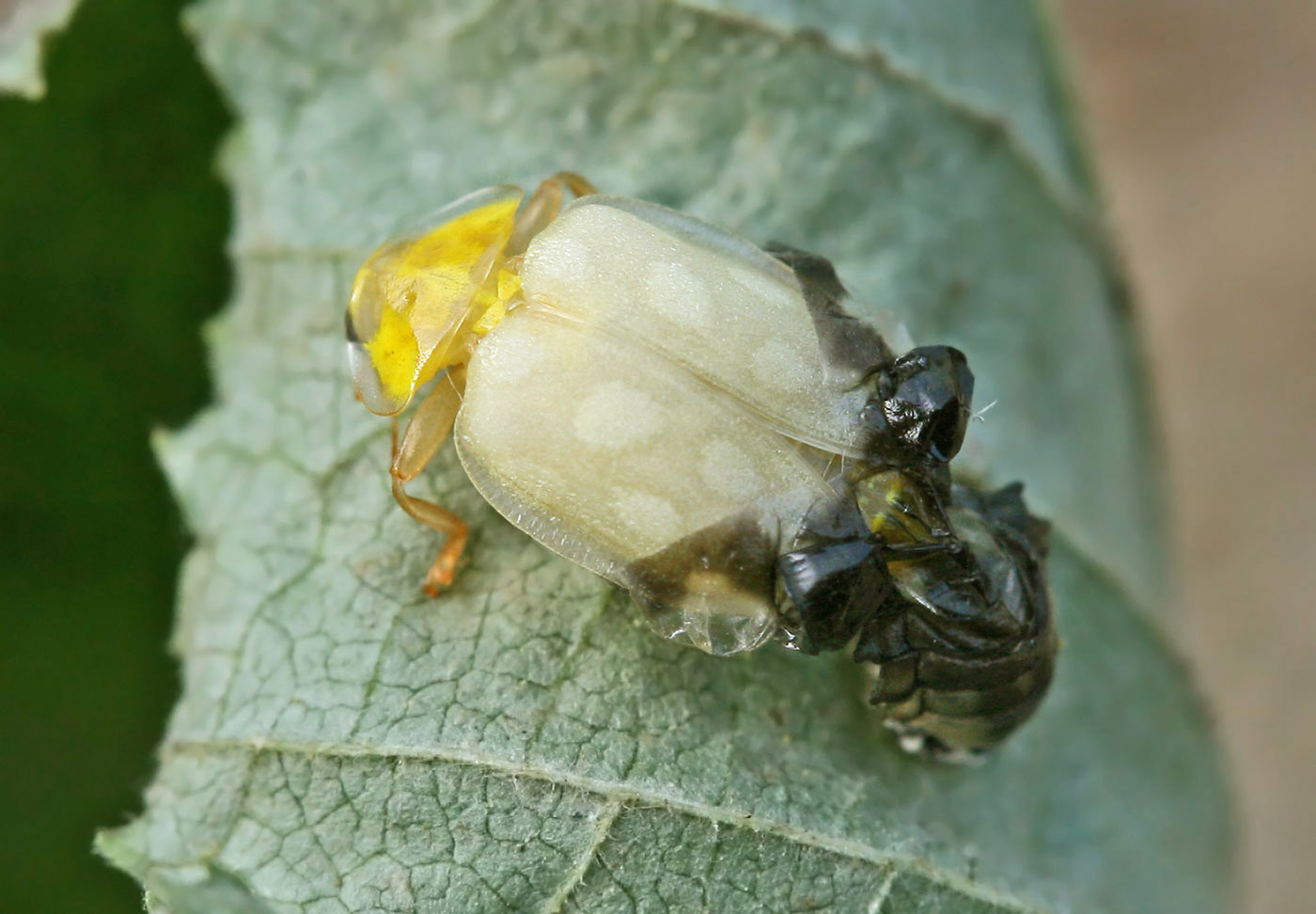
Individ som just kläckts ur puppan. Notera de opigmenterade täckvingarna!